# Вайомінг (Іллінойс)
Вайомінг (англ. Wyoming) — місто (англ. city) в США, в окрузі Старк штату Іллінойс. Населення — 1300 осіб (2020).

## Географія
Вайомінг розташований за координатами 41°3′49″ пн. ш. 89°46′23″ зх. д. / 41.06361° пн. ш. 89.77306° зх. д. (41.063682, -89.772931).  За даними Бюро перепису населення США в 2010 році місто мало площу 2,18 км², уся площа — суходіл.

## Демографія
Згідно з переписом 2010 року, у місті мешкало 1429 осіб у 615 домогосподарствах у складі 407 родин. Густота населення становила 656 осіб/км².  Було 674 помешкання (309/км²).
Расовий склад населення:
| - 97,2 % — білих - 0,8 % — чорних або афроамериканців - 0,6 % — азіатів - 0,1 % — корінних американців |

До двох чи більше рас належало 0,8 %. Частка іспаномовних становила 1,0 % від усіх жителів.
За віковим діапазоном населення розподілялося таким чином: 23,3 % — особи молодші 18 років, 56,1 % — особи у віці 18—64 років, 20,6 % — особи у віці 65 років та старші. Медіана віку мешканця становила 42,9 року. На 100 осіб жіночої статі у місті припадало 91,8 чоловіків;  на 100 жінок у віці від 18 років та старших — 90,3 чоловіків також старших 18 років.
Середній дохід на одне домашнє господарство  становив 52 215 доларів США (медіана — 39 850), а середній дохід на одну сім'ю — 61 461 долар (медіана — 50 500). Медіана доходів становила 47 386 доларів для чоловіків та 41 875 доларів для жінок. За межею бідності перебувало 13,1 % осіб, у тому числі 12,5 % дітей у віці до 18 років та 4,3 % осіб у віці 65 років та старших.
Цивільне працевлаштоване населення становило 577 осіб. Основні галузі зайнятості: освіта, охорона здоров'я та соціальна допомога — 25,5 %, виробництво — 17,2 %, роздрібна торгівля — 12,5 %, мистецтво, розваги та відпочинок — 9,4 %.